# Supergruppo del Karoo
Il supergruppo del Karoo è l'unità stratigrafica più estesa presente in Africa a sud del deserto del Kalahari. Il gruppo consiste di una sequenza di unità, prevalentemente di origine non marina, depositatesi durante il Pennsylvaniano (o Carbonifero superiore) e il Giurassico inferiore, cioè in un periodo di tempo che si è esteso per circa 120 milioni di anni.

## Caratteristiche
Nell'Africa del Sud, le rocce del Supergruppo del Karoo ricoprono all'incirca due terzi del territorio, in particolare tutto il Lesotho, e in Sudafrica quasi tutta la provincia di Free State, gran parte della Provincia del Capo Orientale, Provincia del Capo Settentrionale, Mpumalanga e KwaZulu-Natal. Affioramenti del supergruppo si trovano anche in Namibia, Swaziland, Zambia, Zimbabwe e Malawi, come pure su altri continenti che facevano parte della Gondwana. I bacini deposizionali si formarono durante la formazione e la successiva frammentazione della Pangea.
La località tipo del Supergruppo del Karoo è il Gran Karoo in Sudafrica, dove si trova esposta la maggior parte delle sequenze. I suoi strati, che consistono per lo più di sequenze di shale e arenaria, mettono in evidenza una sequenza quasi continua di glaciazioni marine e continentali che vanno dal Pennsylvaniano al Giurassico inferiore e complessivamente raggruppate sotto il nome di glaciazione del Karoo. Gli accumuli si sono verificati in un bacino di avampaese di retroarco, chiamato Bacino del Karoo, che si formò per effetto di processi di subduzione e di orogenesi nella parte meridionale della Gondwana, lungo il bordo meridionale di quello che poi sarebbe diventato il Sud Africa. I sedimenti raggiungono uno spessore massimo di circa 12 km, con le lave basaltiche sovrapposte (nel Drakensberg Group) che hanno uno spessore di almeno 1,4 km.

## Fossili
I reperti fossili ritrovati includono piante (sia a livello di macrofossili che di polline), insetti rari e pesci, diversi tipi di tetrapodi (per lo più therapsidi), anfibi temnospondyli e, negli strati superiori, dinosauri e icnofossili. La loro biostratigrafia è stata usata come standard internazionale per la correlazione globale tra gli strati non marini che vanno dal Permiano al Giurassico.